# Синьоклюна червеногърда астрилда
Синьоклюна червеногърда астрилда (Spermophaga haematina) е вид птица от семейство Estrildidae.

## Разпространение
Видът е разпространен в Ангола, Бенин, Габон, Гамбия, Гана, Гвинея, Гвинея-Бисау, Екваториална Гвинея, Камерун, Демократична република Конго, Република Конго, Кот д'Ивоар, Либерия, Мали, Нигерия, Сенегал, Сиера Леоне, Того и Централноафриканската република.